# Goldenbergshammer

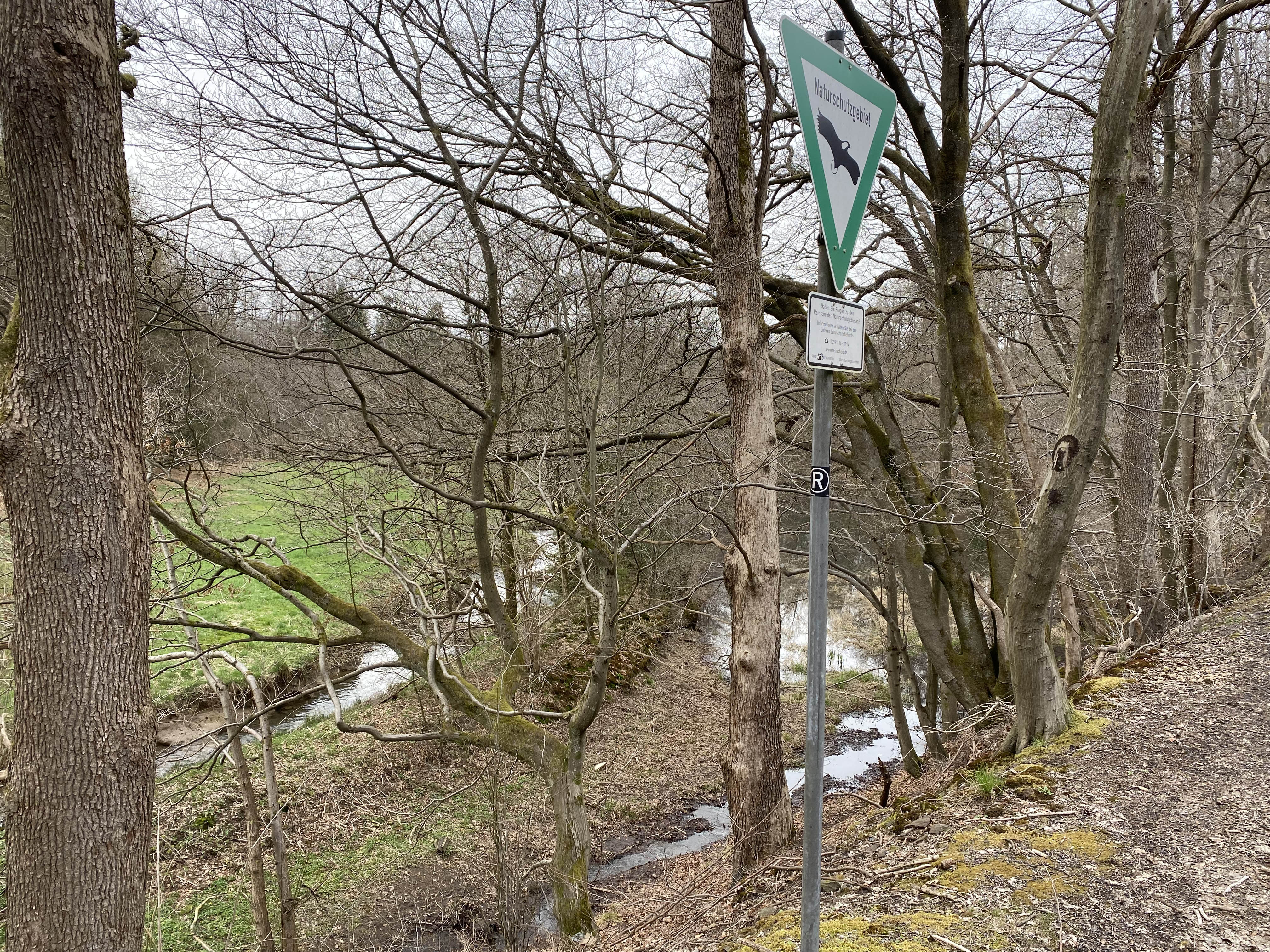
Obergraben und Mühlenteich; links die Dörpe

Der Goldenbergshammer ist ein historisches Hammerwerk und ein Ortsteil in Hückeswagen im Oberbergischen Kreis im Regierungsbezirk Köln in Nordrhein-Westfalen (Deutschland).

## Lage und Beschreibung
Der Goldenbergshammer liegt im nördlichen Hückeswagen unmittelbar an der Stadtgrenze zu Remscheid. Das Gebäude wird heute als Wohnhaus genutzt. Nachbarorte sind Hangberg, Höhsiepen, Braßhagen und Ulemannssiepen auf Hückeswagener und Dörpmühle, Forsten und Kaltenborn auf Remscheider Stadtgebiet.
Beim Goldenbergshammer wird der Bach Dörpe zu einem kleinen Teich gestaut. Ein noch heute gefüllter Obergraben zweigt einige hundert Meter oberhalb Goldenbergshammers ab und speist die Teichanlage. Der Langenbach mündet hier in der Dörpe.
Am Goldenbergshammer querte die alte Bergische Eisenstraße, eine bedeutende historische Handelsstraße, den Bach Dörpe.

## Geschichte
1714 wurde der Ort das erste Mal urkundlich erwähnt, als ein Peter Braß zusammen einen Goldgulden Konzessionsgebühr für den Betrieb einer Fruchtmühle und einer Ölmühle entrichtete. Das Bauwerk erfuhr im Laufe der Zeit erhebliche Nutzungsänderungen: Von 1737 bis 1853 als Reckhammer, bis 1867 wieder als Frucht- und Getreidemühle, bis 1905 als Farbholz- und Knochenmühle betrieben. Der Name stammt von der besitzenden Familie Goldenberg (1761–1831).
Am 12. Juli 1737 entrichtet Peter Wilhelm Brass (1693–1761) für zwei mit Steinkohlen getriebene Eisenhämmer auf der Dörpe an Stelle der 1714 genehmigten Walk- und Ölmühle 3/4 Goldgulden Wassererkenntnis. Nach dem Tod von Peter Brass (1761) muss Johann Goldenberg Besitzer der Hämmer geworden sein, der noch 1812 genannt wird.
3. Dezember 1778: Hermann Braches und Ehefrau Anna Cath. Goldenberg verkauften den sog. Goldenbergshammer für 2915 Taler an die Gebrüder Engelbert, Johann und Abraham Müller. Es wurden zwei Kirchenrüffen(Bekanntmachungen) gemacht, mit dem Zusatz, wer Einwände habe, solle sich melden. Die Saalscheider Erben legten Einspruch ein, ohne dass Verkäufer Braches dieses anerkennen wollte. Nach einem Rechtsstreit wurde den Sallscheider Erben das Einstandsrecht zugesprochen aufgrund der Behauptung, der Hammer wäre auf Erbpachtgrund erbaut. Zwischen beiden kam es zum Vergleich dergestalt, dass die Saalscheider Erben den Hammer für den nehmlichen Preis wie die Gebrüder Müller ankaufen konnten. Die Kosten sollten gegenseitig aufgerechnet werden.
Am 28. April 1785 reichte Johann Müller für sich und seine Brüder gegen die Eheleute Braches eine Entschädigungsklage eine. Er habe die vereinbarten Kaufgelder von 1779 bis 1785 in Bereitschaft halten müssen und außerdem 5000 Taler für Bearbeitungsgelder, dafür verlangt er die entgangenen Zinsen. Er verlangte den Arrest auf die Kaufgelder. Der Kläger wird abgewiesen und zu 2/3 der Kosten verurteilt.
27. August 1783: Vergleich zwischen den Saalscheider Erben und den Eheleuten Braches nach einem lange Zeit geführten Rechtsstreit derart, dass Erstere den Hammer für 2915 Rthl erwerben.
1806 Der Hammer wurde für ein Gebot von 3865 Reichsthaler von den zahlreichen Saalscheider Gemarken-Erben zum Verkauf ausgestellt und dem Carl Noltzen zugeschlagen. Auf Einspruch von Lokalverwalter Deyks zur Burg wurde der Verkauf nicht genehmigt. Die aufgelöste Canonie Bayenburg war mit 4 Teilen an dem Hammer beteiligt. Finanzminister Agar genehmigte nachträglich den Verkauf und verlangte seinen Anteil an dem Erlös. Dagegen erhob Noltzen Einspruch mit dem Argument, dass auf dem Hammer noch eine Hypothek von 2000 Rthl. liege. Das Ministerium verlangte seinen Anteil von 500 Rthl. weiterhin mit dem Hinweis, dass es bei der Aufnahme der Hypothek nicht gefragt worden sei. Noltzen erklärte, dass die 2000 Rthl. Hypothek aus dem Jahre 1783 stammen und eine Restschuld des damaligen Kaufpreises darstellten. Rat Deyks wurde beauftragt, den Fall zu untersuchen und im Beisein den Kapitalgebers Abraham Verhof die vorgelegten Urkunden in Urschrift einzusehen und zu berichten. Dieser Bericht bestätigte die Darstellung der Saalscheider Erben. Minister Agar erkannte das an, aber die Erben und Noltzen sollten die Kosten des Verfahrens tragen.

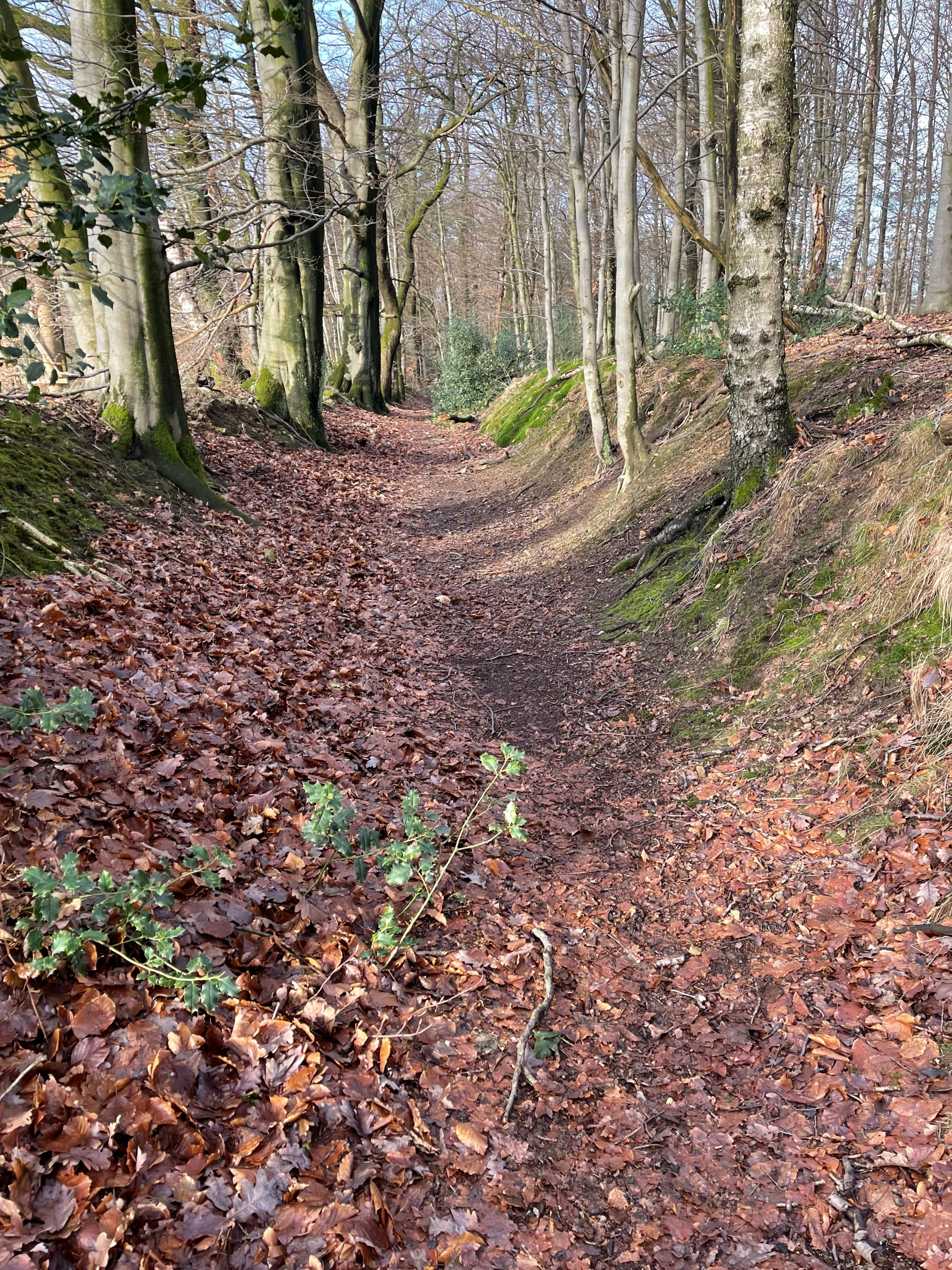
Bergische Eisenstraße

1815/16 lebte ein Einwohner im Ort. 1832 gehörte Goldenbergshammer der Lüdorfer Honschaft an, die ein Teil der Hückeswagener Außenbürgerschaft innerhalb der Bürgermeisterei Hückeswagen war. Der laut der Statistik und Topographie des Regierungsbezirks Düsseldorf als Weiler und Fabrikanlage kategorisierte Ort besaß zu dieser Zeit zwei Wohnhäuser, zwei Fabriken bzw. Mühlen und vier landwirtschaftliche Gebäude. Zu dieser Zeit lebten 30 Einwohner im Ort, allesamt evangelischen Glaubens.
Im Gemeindelexikon für die Provinz Rheinland werden 1885 drei Wohnhäuser mit 37 Einwohnern angegeben. Der Ort gehörte zu dieser Zeit zur Landgemeinde Neuhückeswagen innerhalb des Kreises Lennep. 1895 besitzt der Ort drei Wohnhäuser mit 42 Einwohnern, 1905 drei Wohnhäuser und 48 Einwohner.
Ab 1905 diente das Gebäude als Gaststätte und Ausflugslokal, bis es 1943 infolge eines Bombenangriffs ausbrannte. Im Jahr darauf war die Ruine provisorischer Verwaltungssitz des Krankenhauses in Bornefeld. 1952 folgte der vollständige Wiederaufbau. Von 1976 bis 1977 zog eine Töpferschule ein, bis 1981 ein Restaurant. Seit 1984 dient der Goldenbergshammer als Wohngebäude.

## Sehenswürdigkeiten
Der als Bodendenkmal unter Schutz gestellte Hohlweg der Bergische Eisenstraße zieht sich sowohl auf Remscheider Seite als auch auf Hückeswagener Seite gut sichtbar durch die Landschaft.

## Wander- und Radwege
Folgende Wanderwege führen durch den Ort:
- Der Bezirkswanderweg ◇8 (Radevormwald−Köln-Höhenhaus) des SGV-Bezirks Bergisches Land
- Der Röntgenweg (Wanderweg rund um Remscheid)
- Der Ortswanderweg △ von Elberhausen zum Goldenbergshammer folgt hier der Alten Eisenstraße (gut sichtbar) und endet hier.
- Der Ortswanderweg = von Großkatern nach Kräwinklerbrücke